# Delphyre boettgeri
Delphyre boettgeri là một loài bướm đêm thuộc phân họ Arctiinae, họ Erebidae.